# Truszczyzna
Truszczyzna – osada w Polsce położona w województwie kujawsko-pomorskim, w powiecie inowrocławskim, w gminie Gniewkowo.
W latach 1975–1998 miejscowość administracyjnie należała do województwa bydgoskiego.